# 제1회 KBS 프리미어 영화 페스티벌
제1회 KBS 프리미어 영화 페스티벌은 2005년 4월 2일에 열린 시상식이다.

## 수상 및 후보

### 상영작
- 신부와 편견 - 거린다 차다
- 머시니스트 - 브래드 앤더슨
- 퍼펙트 크라임 - 알렉스 드 라 이글레시아
- 브라더스 - 수잔 비에르
- 알츠하이머 케이스 - 에릭 반 루이
- 하와이, 오슬로 - 에릭 포페